# Кокбеш
Кокбеш (Кок-Паш) — село в Улаганском муниципальном районе Республики Алтай России, входит в состав Челушманского сельского поселения.

## Этимология
От алт. Кӧк — голубой синий и хак. беш — вершина горы; начало реки. Возможно второй корень от алт. беш — пять.

## Описание
Село расположено в восточной части Республики Алтай, на правом берегу реки Башкаус, поблизости от места слияния с рекой Чулышман.

## Население
| 2010 | 2011 | 2012 | 2013 | 2014 | 2015 | 2016 |
| ---- | ---- | ---- | ---- | ---- | ---- | ---- |
| 20   | →20  | ↘19  | ↗20  | ↘19  | ↗27  | ↗33  |